# Marzena Mazur
Marzena Mazur (ur. 31 maja 1973 w Warszawie) – polska psycholożka biznesu, doktor psychologii, wykładowczyni akademicka, coach, trenerka i dziennikarka radiowa.

## Życiorys
W 1996 ukończyła psychologię na Uniwersytecie Warszawskim. Stopień naukowy doktora uzyskała tamże w 2003 na podstawie napisanej pod kierunkiem Janusza Grzelaka dysertacji Orientacje społeczne jako wynik i jako źródło stosunku wobec innych. Porównanie trzech metod pomiaru orientacji społecznych. W latach 1996–2003 była wykładowcą akademickim na Wydziale Psychologii Uniwersytetu Warszawskiego. Zajmowała się psychologią społeczną i psychologią biznesu: orientacjami społecznymi, negocjacjami, metodami rozwiązywania konfliktów i wpływem społecznym. Autorka kilkunastu artykułów naukowych i kilkudziesięciu publikacji w prasie branżowej i codziennej. Nadal prowadzi działalność dydaktyczną, m.in. wykładając na studiach MBA na Uczelni Łazarskiego.
Od 2000 pracuje jako coach, mentor i doradczyni biznesowa. Specjalizuje się w marketingu narracyjnym (personal branding) i rozwoju zawodowym wyższej kadry menedżerskiej. W 2011 została prezydentką polskiego oddziału International Institute of Coaching. Od 2009 współpracuje z Radiem Tok FM prowadząc autorskie audycje, najpierw Na własnej skórze, a od 2011 Strefę Szefa – pierwszą na polskim rynku audycję o zarządzaniu.